# Terkaple
Terkaple is een dorp in de gemeente De Friese Meren, in de Nederlandse provincie Friesland. Terkaple ligt tussen Terhorne en Joure en vormt samen met Akmarijp een tweelingdorp met een gezamenlijke dorpsbelangenvereniging. In 2023 telde het dorp 225 inwoners. Vlak bij Terkaple is de Terkaplesterpoelen gelegen.

## Geschiedenis
De plaats dankt diens naam aan de kapel van de kerk van Oldeboorn. De kapel, ook wel een onderkerk genoemd werd gebouwd naast het huis van de familie Oenema. Vanaf de 13e eeuw werd de plaatsnaam vermeld als Cappelghe, Capella, Ter Capla, Cappelle, Caple en Ter Kappel.

## Gebouwen
Naast de kerk uit 1845 staan er in het dorp een aantal oude boerderijen en een gemechaniseerde ophaalbrug.

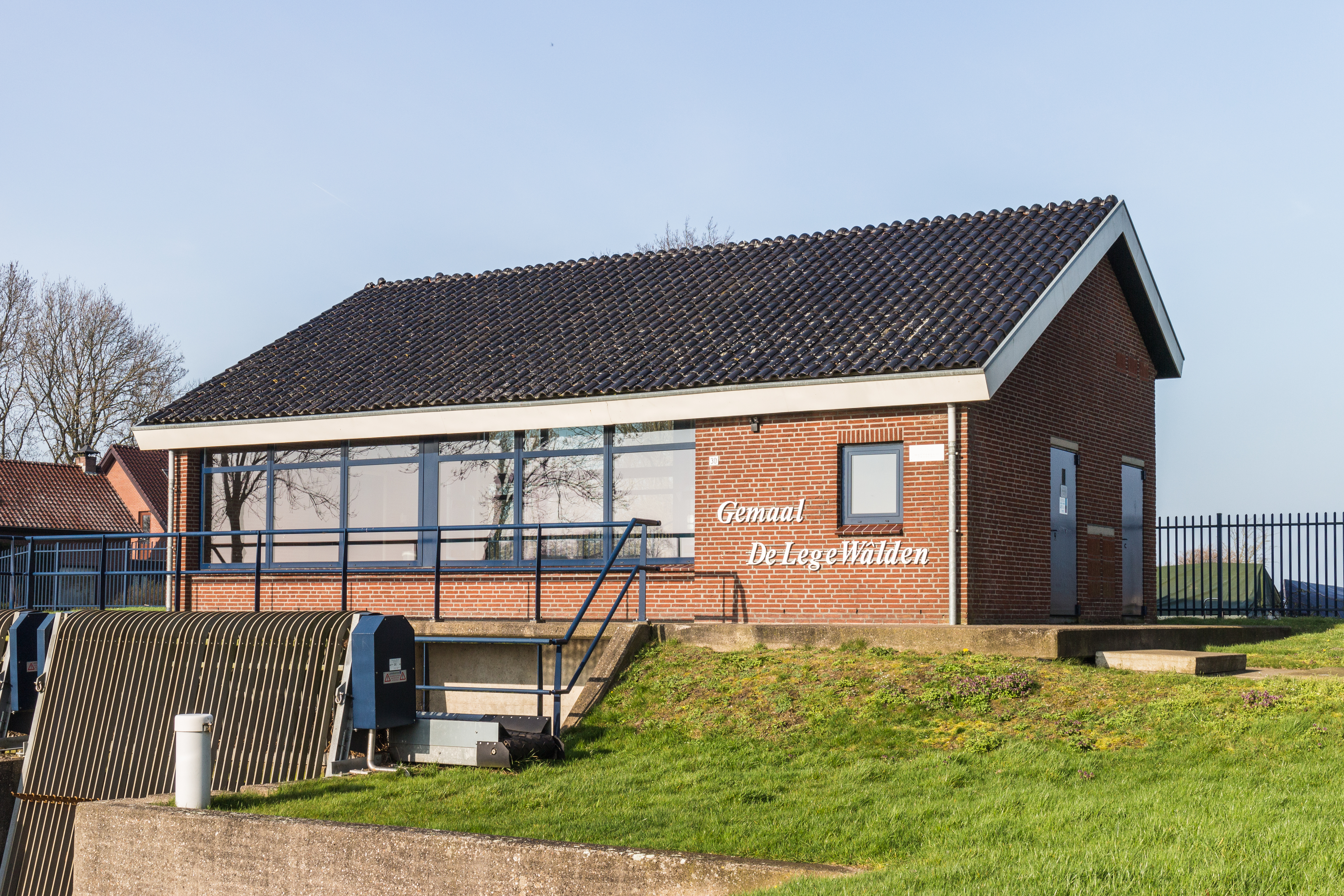
Gemaal De Lege Wâlden
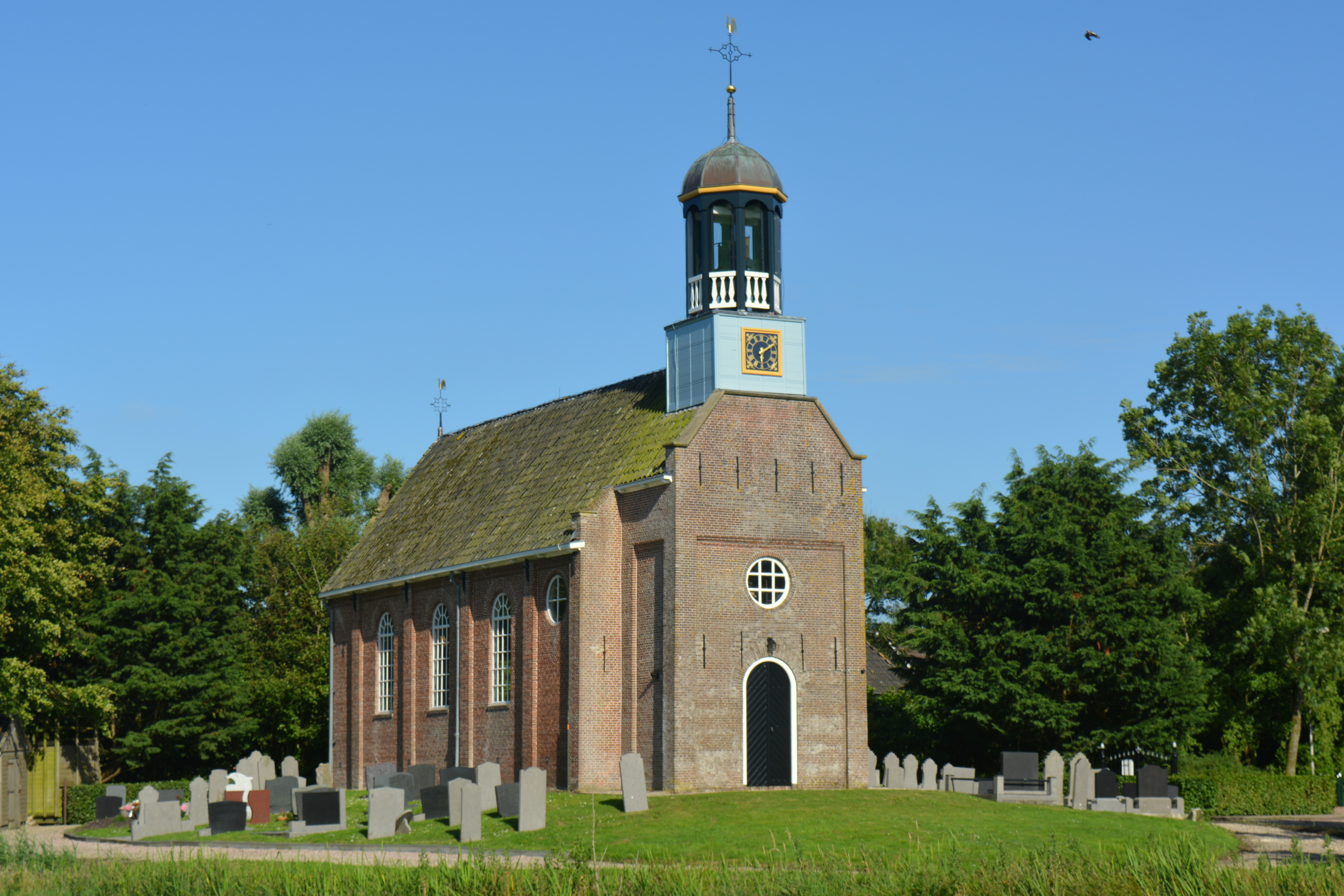
Kerk van Terkaple

## Voorzieningen en toerisme
Terkaple, dat vrij toeristisch is, beschikt over een bungalowpark, een passantenhaven, een café-restaurant, een basisschool en een tennisbaan. Samenlevingsschool Bloei is tot stand gekomen door de fusie van CBS it Twaspan in Terkaple en OBS it Kampke in Terherne. Naast de basisschool in Terkaple is multifunctioneel centrum 'it Heechein' te vinden. Bij de Terkaplesterpoelen ligt een bootverhuurhaven.

## Geboren
- Henk Kroes (1 november 1938), oud-voorzitter van de Vereniging de Friesche Elf Steden